# Kathrine Maaseide
Kathrine Maaseide (Villeneuve-Loubet, Francia, 18 de diciembre de 1976) es una deportista noruega que compitió en voleibol, en la modalidad de playa. Su hermano Bjørn compitió en el mismo deporte.
Ganó dos medallas en el Campeonato Europeo de Vóley Playa, plata en 2004 y bronce en 2008.

## Palmarés internacional
| Campeonato Europeo | Campeonato Europeo             | Campeonato Europeo | Campeonato Europeo |
| Año                | Lugar                          | Medalla            | Pareja             |
| ------------------ | ------------------------------ | ------------------ | ------------------ |
| 2004               | Timmendorfer Strand (Alemania) | Medalla de plata   | Susanne Glesnes    |
| 2008               | Hamburgo (Alemania)            | Medalla de bronce  | Susanne Glesnes    |